# Щербаков Ілля Сергійович
Ілля Сергійович Щербаков (3 серпня 1912, село Маслоковці, тепер Варненського району, Челябінської області, Російська Федерація — 1996, місто Москва) — радянський партійний діяч, дипломат, надзвичайний і повноважний посол СРСР у Демократичній Республіці В'єтнам і в Китайській Народній Республіці. Член Центральної Ревізійної комісії КПРС у 1966—1986 роках.

## Життєпис
У 1930—1940 роках — вчитель, завідувач початкової школи; директор неповної середньої і середньої шкіл у Челябінській області.
Член ВКП(б) з 1937 року.
У 1940 році закінчив заочно Челябінський педагогічний інститут.
У 1940—1949 роках — у Червоній армії. Учасник німецько-радянської війни. З грудня 1941 року служив заступником командира із політичної частини 345-го окремого кулеметно-артилерійського батальйону 16-го укріпленого району 67-ї армії Ленінградського фронту. Потім був інспектором політичного відділу 2-ї Ударної армії.
У 1948 році закінчив Військову академію Радянської армії.
У 1949—1963 роках — референт, заступник завідувача підвідділу, завідувач сектора відділу ЦК ВКП(б) (КПРС).
У 1963—1964 роках — радник-посланник посольства СРСР у Китайській Народній Республіці.
9 вересня 1964 — 11 жовтня 1974 року — надзвичайний і повноважний посол СРСР у Демократичній Республіці В'єтнам.
У жовтні 1974 — липні 1978 року — заступник завідувача відділу ЦК КПРС.
24 липня 1978 — 11 березня 1986 року — надзвичайний і повноважний посол СРСР у Китайській Народній Республіці.
З березня 1986 року — персональний пенсіонер союзного значення в Москві.
Помер 1996 року. Похований в Москві на Троєкуровському цвинтарі.

## Звання
- майор

## Нагороди
- два ордени Леніна
- орден Жовтневої Революції
- два ордени Вітчизняної війни І ст. (2.10.1944, 10.03.1945)
- орден Вітчизняної війни ІІ ст. (11.10.1943)
- три ордени Трудового Червоного Прапора
- орден Червоної Зірки (11.06.1944)
- орден «Знак Пошани»
- медаль «За оборону Ленінграда»
- медаль «За бойові заслуги» (15.11.1950)
- медалі
- надзвичайний і повноважний посол СРСР